# Komsomolskyj (Swerdlowsk)
Komsomolskyj (ukrainisch Комсомольський – ukrainisch offiziell seit dem 12. Mai 2016 Dubowe/Дубове; russisch Комсомольский/Komsomolski) ist eine Siedlung städtischen Typs im Süden der ukrainischen Oblast Luhansk mit etwa 3100 Einwohnern.
Der Ort gehört administrativ zur Stadtgemeinde der 5 Kilometer südwestlich liegenden Stadt Swerdlowsk und bildet eine eigene Siedlungsratsgemeinde zu der auch die Ansiedlung Prochladne (Прохладне) zählt, die Oblasthauptstadt Luhansk befindet sich 54 Kilometer nordwestlich des Ortes.
Komsomolskyj wurde 1932 als Bergarbeitersiedlung unter dem Namen Schachty 5-6 (шахти 5-6) gegründet und wurde 1943 in Imeni 25-ritschtschja WLKSM (імені 25-річчя ВЛКСМ – „25. Jahrestag des Komsomol“), 1954 wurde der Ort zu einer Siedlung städtischen Typ erhoben und erhielt seinen heutigen Namen, seit Sommer 2014 ist der Ort im Verlauf des Ukrainekrieges durch Separatisten der Volksrepublik Lugansk besetzt.